# Chi c'è in fondo a quella scala...
Chi c'è in fondo a quella scala... (Pin) è un film del 1988 diretto da Sandor Stern, basato sul romanzo Pin di Andrew Neiderman.

## Trama
Il dottor Linden dispensa consigli e lezioni di vita ai suoi due figli piccoli, Leon e Ursula, tramite un manichino anatomico del suo ambulatorio (manichino che la figlia battezza "Pin", abbreviazione di Pinocchio). Ursula intuisce già dopo alcuni anni che è il padre ventriloquo a dargli voce, mentre Leon progressivamente sviluppa un legame patologico col pupazzo e, ormai adolescente, dopo la morte dei genitori causata da un incidente stradale, continua a comunicare con esso, instaurando un rapporto morboso con la sorella e scivolando rapidamente nella follia.

## Produzione
Il film è stato girato a Montreal, Quebec, Canada.

## Distribuzione
Presentato al Festival di Cannes il 16 maggio 1988, il film è uscito nelle sale cinematografiche il 25 novembre 1988 in Canada, il 27 gennaio 1989 negli Stati Uniti e il 31 maggio 1989 in Italia.